# Cikarang (Cisewu)
Cikarang is een bestuurslaag in het regentschap Garut van de provincie West-Java, Indonesië. Cikarang telt 4705 inwoners (volkstelling 2010).